# Reticolo tetragonale a corpo centrato

Rappresentazione della cella TCC

Il reticolo tetragonale a corpo centrato (o reticolo TCC) è uno dei 14 reticoli di Bravais, appartenente al sistema tetragonale.